# Les Trois Lys (film)
Pour plus de détails, voir Fiche technique et Distribution.
Les Trois Lys est un film français réalisé par Henri Desfontaines, sorti en 1921.

## Fiche technique
- Titre : Les Trois Lys
- Réalisation : Henri Desfontaines[1]
- Scénario : Charles Méré[2] d'après le roman Les Trois Lys de Lucie Delarue-Mardrus
- Photographie : Georges Million[1]
- Société de production : Gaumont[1]
- Distribution : Gaumont
- Pays de production :  France
- Format : Noir et blanc - Muet[2]
- Durée : 1 470 mètres[2]
- Date de sortie : 
  - France : 4 novembre 1921[1]

## Distribution
Source : cinema.encyclopedie.films.bifi.fr
- Maurice Escande
- Jeanne Grumbach
- Paul Baissac
- Elise Puget
- Yvonne Devigne : Aurélia[2]
- André Daven
- Gine Avril
- Hélène Darly
- Paul Duc